# Saudia
Saudi Arabian Airlines (الخطوط الجوية العربية السعودية) opererar som Saudia (arabiska: السعودية  as-Saʿūdiyyah) är ett flygbolag från Saudiarabien.

## Olyckor
Den 12 november 1996 var Saudia Boeing 747-100B, flight 763, inblandad i kollisionen över Charkhi Dadri. Flygplanet var på väg från New Delhi, Indien, till Dahran, Saudiarabien, när Kazakstan Airlines Ilyushin Il-76 kolliderade med Saudia-planet över byn Charkhi Dadri, några mil väster om New Delhi. Flight 763 hade 312 personer ombord, vilka alla dog, vilket tillsammans med ytterligare 37 i det kazakiska flygplanet ger totalsumman 349 döda. Förlusten av flight 763 är Saudias värsta olycka vad gäller dödsfall. Olyckan är fortfarande världens dödligaste kollisionen i luften och den tredje dödligaste katastrofen  i luftfartens historia, liksom den dödligaste med inga överlevande.

## Flotta

### Nuvarande flotta
Saudi Arabian Airlines flotta i juli 2011

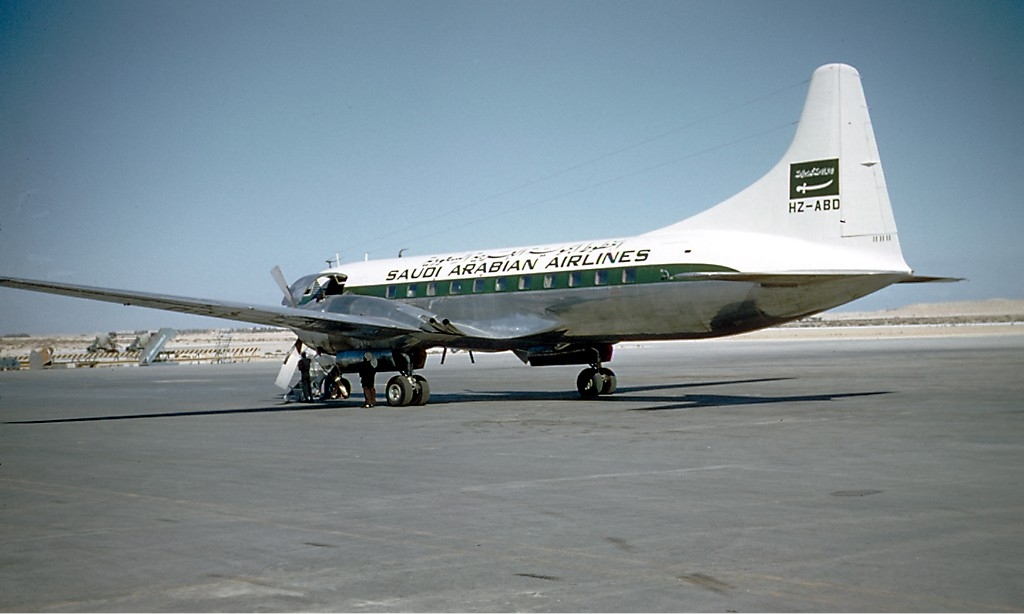
Saudi Arabian Airlines Convair 340, 1959

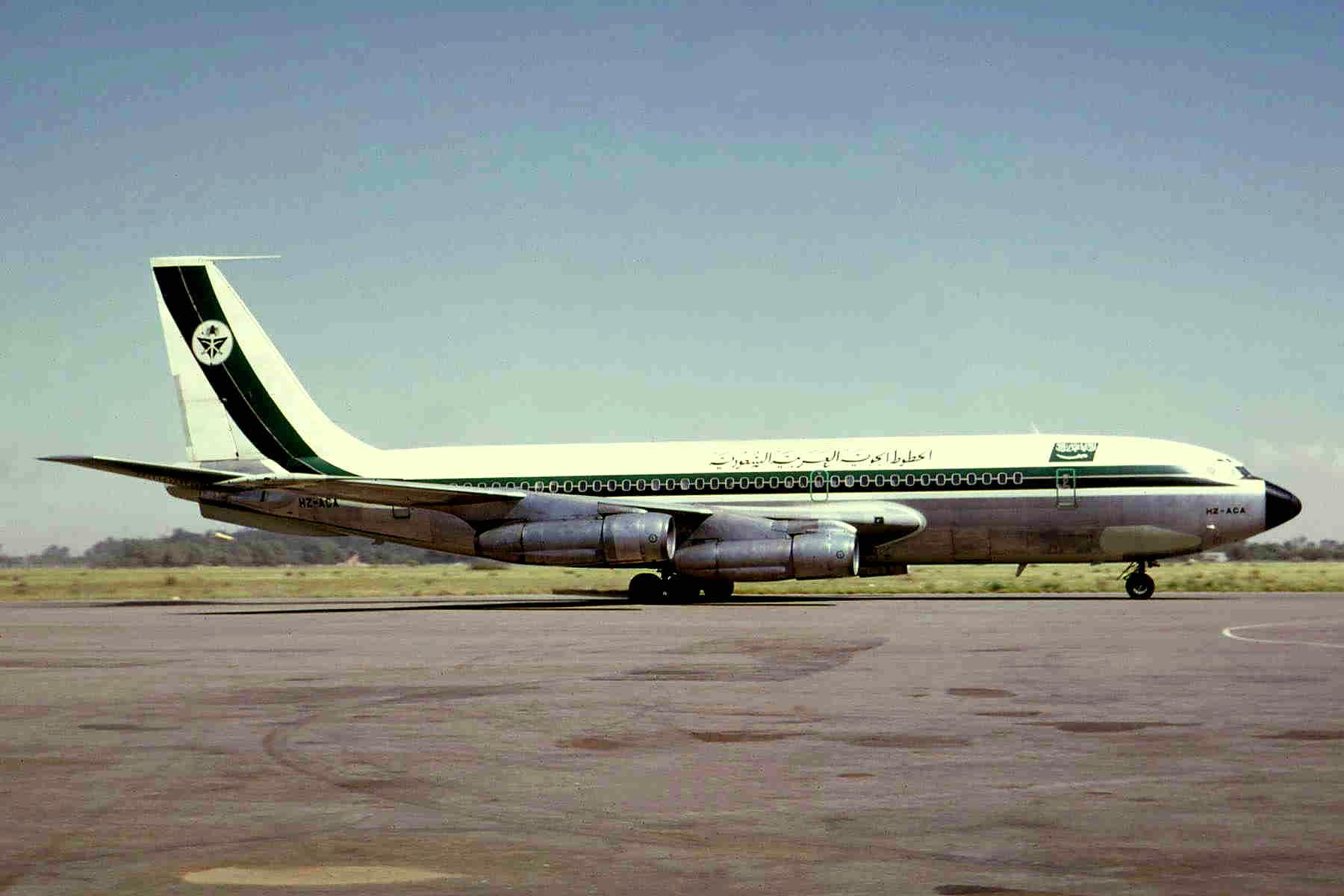
Saudi Arabian Airlines Boeing 720, Tripolis 1969

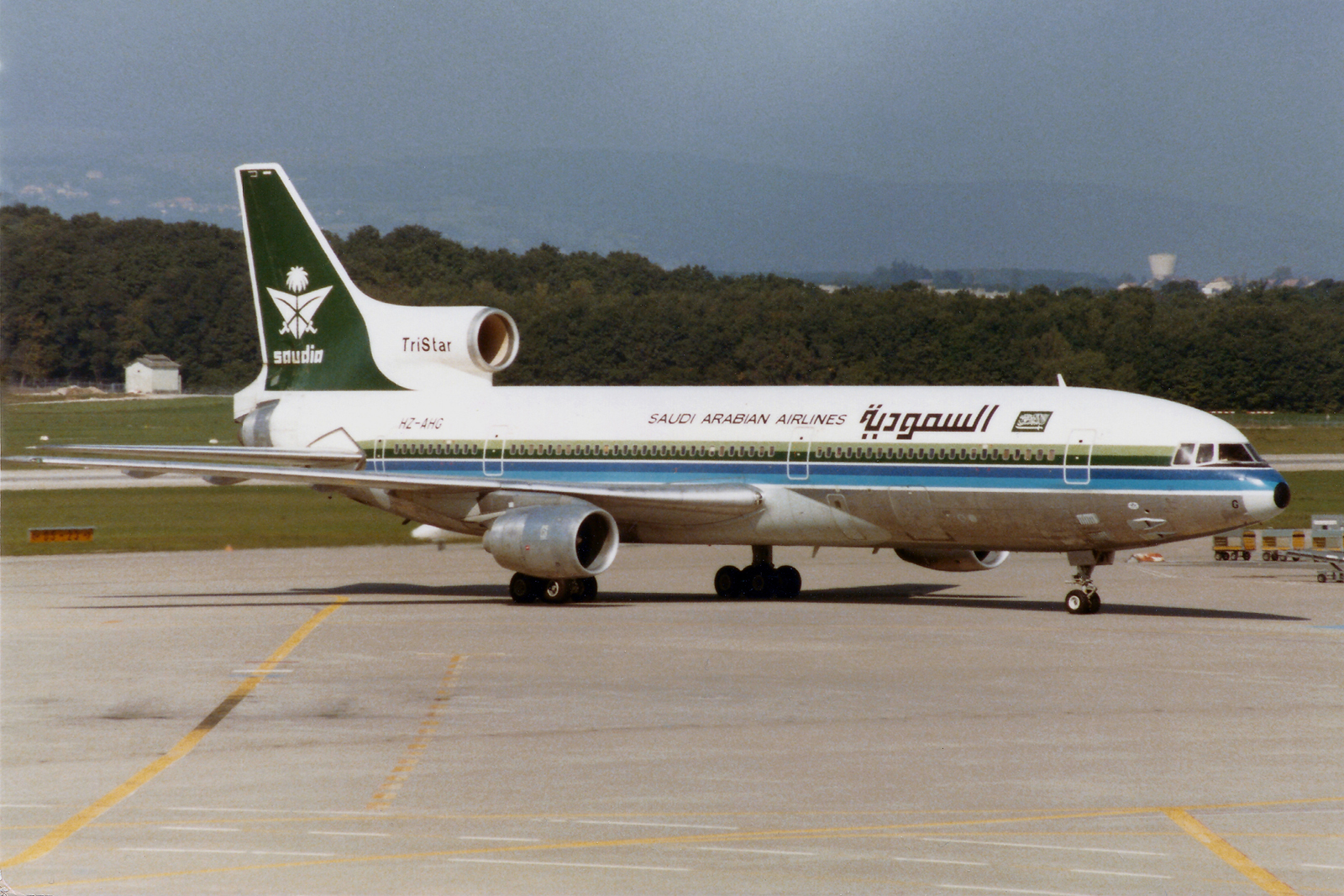
Saudia Lockheed L-1011 TriStar, Genf 1982

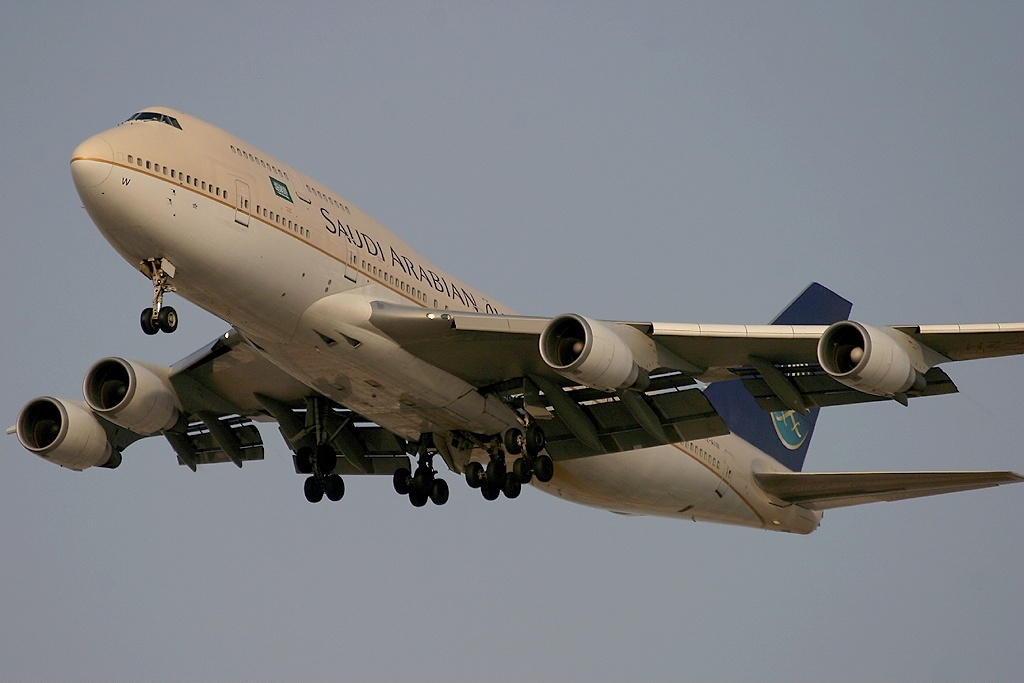
Saudia Boeing 747-400, Dubai 2004

| Flygplan                   | Antal | Passagerare (First/Business/Economy) | Order | Övrigt                                                                                        |
| -------------------------- | ----- | ------------------------------------ | ----- | --------------------------------------------------------------------------------------------- |
| Airbus A300-600            | 6     | 315                                  | 0     | Flygs av Onur Air                                                                             |
| Airbus A320-200            | 34    | 120 (0/24/96) 132 (0/12/120)         | 1     |                                                                                               |
| Airbus A321-200            | 7     | 165 (0/20/145)                       | 8     |                                                                                               |
| Airbus A330-200            | 2     | 326 (0/0/326)                        | 0     | Flygs av Atlasjet                                                                             |
| Airbus A330-300            | 12    | 298 (0/36/262)                       | 4     | 4 plan flygs av Onur Air                                                                      |
| Boeing 747-300             | 8     | 424 (36/0/388)                       | 0     | 1 plan flygs av Air Atlanta Icelandic. Alla planen ska vara utfasade oktober 2012.            |
| Boeing 747-400             | 12    | 434 (0/32/402)                       | 0     | 4 plan flygs av Air Atlanta Icelandic, 2 flygs av Phuket Air, 2 flygs av Orient Thai Airlines |
| Boeing 757-200             | 2     | 250+                                 | 0     | Flygs av Atlasjet                                                                             |
| Boeing 777-200ER           | 22    | 232 (24/38/170) 322 (0/35/287)       | 0     |                                                                                               |
| Boeing 777-300ER           | 2     | 413(0/30/383)                        | 12    | Första leverans sker i januari 2012                                                           |
| Boeing 787-9               | 0     | tba                                  | 8     | Första leverans sker 2015                                                                     |
| Embraer E-170              | 15    | 66 (0/6/60)                          | 0     |                                                                                               |
| McDonnell Douglas MD-90-30 | 1     | 121 (0/18/103)                       | 0     |                                                                                               |

### Tidigare flotta
Saudia har tidigare flugit bl.a.:
- Airbus A300B4
- Boeing 707
- Boeing 720
- Boeing 737-200
- Boeing 747-100, -300, -400, SP
- Boeing 757 (inhyrd)
- Boeing 767 (inhyrd)
- Bristol Type 170
- Convair 340
- de Havilland Canada DHC-6 Twin Otter
- Douglas DC-3
- Douglas DC-4
- Douglas DC-6
- Douglas DC-8 (inhyrd)
- Douglas DC-9
- Embraer E170
- Lockheed L-100 Hercules
- Lockheed L-1011 TriStar
- McDonnell Douglas MD-11
- McDonnell Douglas MD-90

## Codeshare
Saudi Arabian Airlines har codeshare med följande flygbolag:
- Air France
- Ethiopian Airlines
- Gulf Air
- ITA Airways[3]
- Kuwait Airways
- Mahan Air
- South African Airways